# 사격장의 아이들
"사격장의 아이들"은 1967년 공개된 대한민국의 영화이다.

## 개요
1967년 대한교육연합회 창립 20주년을 기념하여 50만원의 원고료를 걸고 시나리오를 모집, 당선된 작품을 동명의 영화로 제작하였다.

## 줄거리
탄피를 주워 생계를 유지하는 어린이들과 새로 부임한 여교사를 중심으로 일어나는 이야기이다.

## 배역
- 김지미
- 허장강
- 방수일
- 주증녀
- 황정순
- 구봉서
- 김동원
- 정애란
- 백금녀
- 이종철
- 임해림
- 황인철
- 최무웅
- 권오상
- 최병철
- 박광진
- 문미봉
- 조덕성
- 태무진

아역
- 송규헌
- 이광호
- 이재호
- 정현수
- 김선민
- 정도령
- 이지연
- 전상철
- 선명회 어린이합창단

## 평가
위험한 환경에서 꿈을 피우려는 아이들과 어른들의 사회를 대비시켜 고발하였고, 통속적이면서도 교육적인 면이 강조되어 있으며, 호소력이 있다고 평가되었다.
미국 영화인 "공룡 100만 년"과 같은 시기에 개봉하였는데, "사격장의 아이들"은 어린이들이 다수 출연하지만 그 내용은 어린이의 문제를 고발하는 영화이지만 어른들이 어린이 영화로 혼동하고 있으며, 과학적인 기록 영화인 "공룡 100만 년"은 ‘국민교생관람금지’로 되어 있어서, 어른이 보아야 할 영화인 "사격장의 아이들"은 어린이가 보고, 어린이가 보아야 할 "공룡 100만 년" 은 어른이 보고 있다고 보도되기도 하였다.

## 수상
- 1967년 제5회 청룡영화상
  - 감독상 - 김수용
  - 촬영상 - 홍동혁
- 1968년 제4회 백상예술대상
  - 영화부문 작품상
  - 영화부문 기술상 - 홍동혁
  - 영화부문 특별상 - 아이들
- 1968년 제11회 부일영화상
  - 남우조연상 - 허장강
- 제3회 대일영화상
  - 작품상